# Tudy přijde něco zlého
Tudy přijde něco zlého (1962, Something Wicked This Way Comes) je mysteriózní román amerického spisovatele Raye Bradburyho, který v sobě spojuje fantasy a horor. Román vznikl na motivy autorovy povídky z roku 1948 The Black Ferris (Ďáblovo kolo), a jmenuje se podle verše ze Shakespearovy tragédie Macbeth, kde ve čtvrtém jednání říká jedna z čarodějnic: „Hádám z palce bolavého, tudy přijde něco zlého (By the pricking of my thumbs, Something wicked this way comes)“.
Příběh je inspirován Bradburyho dětstvím, kdy se setkal s pouťovým kouzelníkem panem Elektro, a tvoří tak druhou část autorovy volné trilogie Green Town (Zelené město). První částí je román Pampeliškové víno (Dandelion Wine) z roku 1957, třetí román Sbohem léto (Farewell Summer) z roku 2006. Zatímco ostatní díly trilogie obsahují magické vzpomínky na konec dětství uprostřed amerického Středozápadu, tento román je alegorií střetu dobra se zlem. Je to příběh o lidských tužbách a ochotě zaprodat se, pokud se tyto touhy mohou splnit a o generačních rozdílech mezi synem a otcem, kdy věk je klíčovým důvodem k vzájemnému neporozumění.

## Obsah románu
Román se odehrává koncem padesátých let ve fiktivním městečku Green Town ve státě Illinois, které je prototypem Bradburyho rodného města Waukegan, a vypráví příběh dvou dospívajících chlapců a nerozlučných kamarádů Willa Hallowaye a Jima Nightshadeho. V čase Halloweenu se ve tři hodiny v noci ozve v městečku nečekaně zahoukání vlaku. Objeví se velká stará lokomotiva s desítkami divných vagónů s pouťovými atrakcemi a její příjezd oznamuje kostelní hudba. Majitel pouti pan Dark, ilustrovaný muž, který má celé tělo pokryto tetováním obrázků lidí, kteří mu slouží, vysílá své zaměstnance mezi obyvatele městečka, aby je zverbovali na své démonické atrakce, které jim mají splnit jejich tajné touhy. Ve skutečnosti se pan Dark snaží nešťastníky, kteří mu podlehnou, připoutat k sobě tak, aby se stali jeho otroky.
Chlapci se pokouší záhadu pouti odhalit, a brzy se z toho pro ně stane boj o přežití, protože odhalí temné záměry pana Darka. Nebezpečí na chlapce číhá v chodbách zrcadlového bludiště a děsivé postavy obludného panoptika (Čarodějnice, pan Kostra, Trpaslík, pan Elektro a další) pro ně znamenají téměř nepřekonatelné protivníky. Proto se do boje zapojí Willův stárnoucí otec Charles Halloway, pracující v místní knihovně, který se tak postaví nejen panu Darkovi, ale také svým osobním strachům a tužbám (připadá si příliš starý, a proto jej láká kolotoč, který dělá ze starců děti a z dětí dospělé, ale pouze fyzicky). Všichni tři nakonec díky svým zbraním, mezi které patří i smích a veselí, nad panem Darkem a jeho stvůrami zvítězí.

## Filmové adaptace
- Something Wicked This Way Comes (1983, Tudy přijde něco zlého), americký film, režie Jack Clayton.

## Česká vydání
- Tudy přijde něco zlého, Baronet, Praha 2007, přeložila Jarmila Emmerová.